# Група армій «Центр»
Гру́па а́рмій «Центр» (нім. Heeresgruppe Mitte) — найпотужніша з трьох груп армій нацистської Німеччини, зосереджених для нападу на СРСР за планом «Барбаросса». Розгорталася на центральній ділянці наступу. За первинним планом повинна була розгромити радянські війська в Білорусі, потім танковим ударом пробити дорогу на Москву. Завдала поразки радянському Західному фронту у білостоцько-мінській битві, проте в наступній битві Смоленській битві, не зважаючи на початкові успіхи, 30 липня 1941 року вимушена була перейти до оборони. Відновила наступ на Москву 30 вересня — 2 жовтня 1941 року, але була зупинена на ближніх підступах до радянської столиці і зазнала важкої поразки (дивитись Московська битва).
У липні 1942 року успішно провела операцію «Зейдліц», в якій були розгромлені і фактично перестали існувати радянські 39-та армія і 11-й кавалерійський корпус.
У 1943 році в ході операції «Цитадель» вела невдалий наступ на північному фланзі курської дуги.
Влітку 1944 була розгромлена в Білорусі (див. Операція «Багратіон»).

## Командувачі
- Генерал-фельдмаршал Федор фон Бок
- генерал-фельдмаршал Гюнтер фон Клюге
- генерал-фельдмаршал Ернст Буш
- генерал-фельдмаршал Вальтер Модель
- генерал-полковник Георг-Ганс Райнхардт